# Tierra y Libertad, Chilón
Tierra y Libertad är en ort i Mexiko.   Den ligger i kommunen Chilón och delstaten Chiapas, i den sydöstra delen av landet, 800 km öster om huvudstaden Mexico City. Tierra y Libertad ligger 1 000 meter över havet och antalet invånare är 190.
Terrängen runt Tierra y Libertad är kuperad norrut, men söderut är den bergig. Runt Tierra y Libertad är det glesbefolkat, med 16 invånare per kvadratkilometer. Närmaste större samhälle är Pamal Navil, 7,4 km nordost om Tierra y Libertad. Omgivningarna runt Tierra y Libertad är en mosaik av jordbruksmark och naturlig växtlighet.